# Стародражжево
Стародра́жжево (рос. Стародражжево, башк. Иҫке Драж) — село (в минулому присілок) у складі Шаранського району Башкортостану, Росія. Входить до складу Писаревської сільської ради.
Населення — 118 осіб (2010; 164 у 2002).
Національний склад:
- росіяни — 69 %